# Dorfkirche Staitz

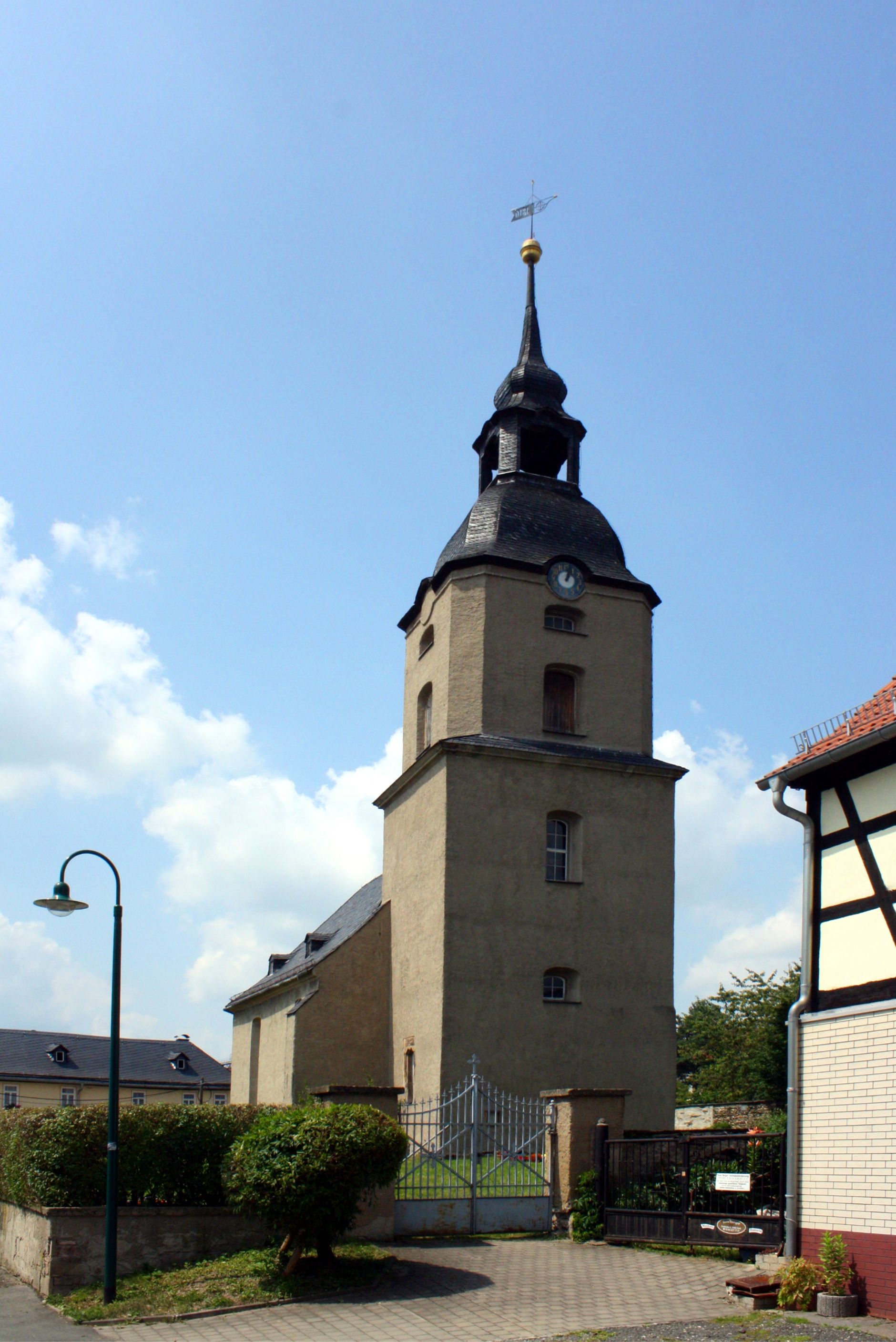
Die Kirche

Die evangelisch-lutherische Dorfkirche Staitz steht im Ortsteil Staitz der Gemeinde Auma-Weidatal im Landkreis Greiz in Thüringen. Die zugehörige Kirchengemeinde bildet mit der Kirchengemeinde Hohenleuben einen Pfarrbereich im Kirchenkreis Greiz der Evangelischen Kirche in Mitteldeutschland.

## Geschichte
Die erste Kirche wurde wahrscheinlich 1521 erbaut. Nachdem ein Brand sie im Jahre 1812 vernichtet hatte und auch drei Kirchenglocken ein Raub der Flammen wurden, wurde 1816 die jetzige Dorfkirche gebaut. Schon 1813 wurde eine neue Glocke gegossen. Sie trägt noch heute die Inschrift: „Gott segne und erhalte Staitz“.